# Club Deportivo Bidasoa
Maillots
Dernière mise à jour : 7 août 2022.
Le Club Deportivo Bidasoa est un club espagnol de handball situé dans la ville d'Irun dans la Communauté autonome du Pays basque.
Fondé en 1962, le club a été l'un des meilleurs clubs espagnols et européens dans les années 1990, remportant la Ligue des champions en 1995, étant finaliste : l'année suivante et enfin remportant la Coupe d'Europe des vainqueurs de coupe en 1997
Après avoir été relégué en División de Honor Plata à la fin des années 2000, le club évolue à nouveau en Liga ASOBAL depuis la saison 2016-2017.

## Histoire

### Création
Fondé en 1962 sous le nom de CD Bidasoa, le club basque s'installe vers le début des années 1980 en División de Honor. 
Les premiers résultats sont un peu difficiles mais au fil du temps, les résultats s'améliorent, avec en 1983 la finale à Malaga de la Coupe du Roi, bien que le club perdit face au FC Barcelone sur le large score de 16 à 36.

### L'âge d'or
C'est vers la fin des années 1980 et durant les années 1990 que l'âge d'or du CD Bidasoa débute, avec le titre de Champion d'Espagne que le club remporta durant la saison 1986-1987. À la suite de ce sacre, le CD Bidasoa se qualifie pour la Supercoupe d'Espagne mais s'incline face à l'Atlético de Madrid sur le score de 20 à 22.
L'année suivante le club basque se qualifie pour la deuxième fois de son histoire à la finale de la Coupe du Roi avec comme même adversaire le FC Barcelone mais s'incline une nouvelle fois, sur le score de 20 à 22. Barcelone ayant également remporté le championnat, le CD Bidasoa participe à la Supercoupe d'Espagne mais s'inclina une nouvelle fois sur un score de 21 à 29.
En 1990, le club est sponsorisé par la marque de chocolat Elgorriaga et prend alors le nom d'Elgorriaga Bidasoa. Grâce à ce sponsoring, l'Elgorriaga Bidasoa remporte plusieurs compétitions : un nouveau titre de Champion d'Espagne en 1994, deux Coupes du Roi en 1991 et en 1996, une Coupe ASOBAL en 1993 et une Supercoupe d'Espagne en 1995.
Au niveau des compétitions européennes, après avoir atteint la finale de la Coupe des coupes en 1991, l'Elgorriaga Bidasoa remporte une Ligue des champions en 1995 avant de s'incliner en finale la saison suivante face au FC Barcelone qui entame ici une domination dans la compétition puisqu'il remportera les 4 éditions suivantes. Enfin, en 1997, il remporte la Coupe d'Europe des vainqueurs de coupe, ce qui lui permet de participer à la Supercoupe d'Europe en 1997 où le club s'incline en finale, toujours face au FC Barcelone.

### Descente aux enfers
Au milieu des années 2000, Elgorriaga arrête de sponsoriser le club basque qui reprend alors son nom précédent, le CD Bidasoa, puis devient en 2006Bidasoa Irun. Cet changement a pour conséquence une baisse des résultats, le club oscillant entre les 6e et 13e jusqu'en 2006 avant d'échouer à l'issue de la saison 2006-2007 à la 16e place, synonyme de relégation en División de Honor Plata. Après six années dans l'antichambre du handball espagnol, le club retrouve l'élite à l'issue de la saison 2012-2013. En effet, si en temps normal, seuls le champion de D2 et le vainqueur des barrages d'accession obtiennent leur montée en Liga ASOBAL, le CD Bidasoa, finaliste des barrages, profite de la disparition du BM Atlético de Madrid pour accéder à la Liga ASOBAL. Néanmoins, mal préparé à cette montée inespérée, le club termine bon dernier du championnat 2013/2014 et retourne ainsi en Division 2.
Il retrouve la Liga ASOBAL lors de la saison 2016-2017 et parvient à se maintenir. Puis, le club réalise une excellente saison 2018-2019, atteignant la finale de la Coupe ASOBAL puis terminant deuxième du Championnat derrière l'invincible Barcelone. Le club retrouve ainsi la Ligue des champions.

### Anciens noms
- De 1962 à 1990: CD Bidasoa
- De 1990 à 2000: Elgorriaga Bidasoa
- De 2000 à 2004: CD Bidasoa
- Depuis à 2004: Bidasoa Irun

### Parcours depuis 1990
| Saison    | Niveau | Division                | Place    | Autres comp. nationales  | Europe              |
| --------- | ------ | ----------------------- | -------- | ------------------------ | ------------------- |
| 1990-1991 | 1      | Liga ASOBAL             | 4e       | Coupe du Roi : Vainqueur | C2 : Finaliste      |
| 1991-1992 | 1      | Liga ASOBAL             | 7e       | Coupe ASOBAL : Finaliste |                     |
| 1992-1993 | 1      | Liga ASOBAL             | 5e       | Coupe ASOBAL : Vainqueur |                     |
| 1993-1994 | 1      | Liga ASOBAL             | 2e       |                          |                     |
| 1994-1995 | 1      | Liga ASOBAL             | Champion |                          | C1 : Vainqueur      |
| 1995-1996 | 1      | Liga ASOBAL             | 3e       | Coupe du Roi : Vainqueur | C1 : Finaliste      |
| 1996-1997 | 1      | Liga ASOBAL             | 5e       |                          | C2 : Vainqueur      |
| 1997-1998 | 1      | Liga ASOBAL             | 8e       |                          |                     |
| 1998-1999 | 1      | Liga ASOBAL             | 11e      |                          |                     |
| 1999-2000 | 1      | Liga ASOBAL             | 4e       |                          |                     |
| 2000-2001 | 1      | Liga ASOBAL             | 8e       |                          | C3 : 1/2-finaliste  |
| 2001-2002 | 1      | Liga ASOBAL             | 8e       |                          |                     |
| 2002-2003 | 1      | Liga ASOBAL             | 13e      |                          |                     |
| 2003–2004 | 1      | Liga ASOBAL             | 11e      |                          |                     |
| 2004–2005 | 1      | Liga ASOBAL             | 7e       |                          |                     |
| 2005-2006 | 1      | Liga ASOBAL             | 6e       |                          |                     |
| 2006-2007 | 1      | Liga ASOBAL             | 16e      |                          |                     |
| 2007-2008 | 2      | División de Honor Plata | 9e       |                          |                     |
| 2008-2009 | 2      | División de Honor Plata | 9e       |                          |                     |
| 2009-2010 | 2      | División de Honor Plata | 10e      |                          |                     |
| 2010-2011 | 2      | División de Honor Plata | 13e      |                          |                     |
| 2011-2012 | 2      | División de Honor Plata | 12e      |                          |                     |
| 2012-2013 | 2      | División de Honor Plata | 3e       |                          |                     |
| 2013-2014 | 1      | Liga ASOBAL             | 16e      |                          |                     |
| 2014-2015 | 2      | División de Honor Plata | 5e       |                          |                     |
| 2015-2016 | 2      | División de Honor Plata | 2e       |                          |                     |
| 2016-2017 | 1      | Liga ASOBAL             | 11e      |                          |                     |
| 2017-2018 | 1      | Liga ASOBAL             | 10e      |                          |                     |
| 2018-2019 | 1      | Liga ASOBAL             | 2e       | Coupe ASOBAL : Finaliste |                     |
| 2019-2020 | 1      | Liga ASOBAL             | 4e       | Coupe ASOBAL : Finaliste | C1 : 1/16 de finale |
| 2020-2021 | 1      | Liga ASOBAL             | 2e       |                          | C3 : 2e tour        |
| 2021-2022 | 1      | Liga ASOBAL             | 3e       | Coupe ASOBAL : Finaliste | C3 : 1/8 de finale  |
| 2022-2023 | 1      | Liga ASOBAL             | 4e       |                          | C3 : 1/8 de finale  |
| 2023-2024 | 1      | Liga ASOBAL             | 2e       |                          | -                   |
| 2024-2025 | 1      | Liga ASOBAL             | en cours |                          | C3 : en cours       |

## Palmarès
| Compétitions nationales | Compétitions internationales |
| - Champion d'Espagne (2) - Champion : 1987, 1995 - Vice-champion : 1994, 2019, 2021, 2024 - Coupe du Roi (2) - Vainqueur : 1991, 1996 - Finaliste : 1983, 1988, 1990, 1993 - Coupe ASOBAL (1) - Vainqueur : 1993 - Finaliste : 1992, 2019, 2020, 2022 - Supercoupe d'Espagne (1) - Vainqueur : 1996 - Finaliste : 1988, 1989, 1994, 1997 | - Ligue des champions (1) - Vainqueur : 1995 - Finaliste : 1996 - Coupe d'Europe des vainqueurs de coupe (1) - Vainqueur : 1997 - Finaliste : 1991 - Supercoupe d'Europe - Finaliste : 1997 |

## Effectif actuel 2022-2023
| Gardiens de but - 0? Jakub Skrzyniarz - 0? / Mehdi Harbaoui Ailiers droits - 02 Iñaki Cavero - 09 Tao Gey Emparan Ailiers gauches - 04 Martin Santano Estebanez - 08 Mikel Zabala - 32 Dariel García Rivera Pivots - 15 Ander Ugarte Cortés - 13 Julen Aguinagalde - 28 Matheus Francisco da Silva | Arrières gauches - 10 Eneko Furundarena Maiz - 20 Julen Urruzola Pagazartundua - 88 Víctor Rodríguez Costas - 0? Asier Nieto Marcos Demi-centres - 25 Jon Azkue - 31 Gorka Nieto Arrières droits - 17 Rodrigo Salinas - 19 Julen Múgica - 0? Mihajlo Mitic Défenseur - 27 Thomas Tésorière |

## Personnalités liées au club

### Président
La liste des présidents du CD Bidasoa par ordre chronologique est :
- José Miguel Arana
- Manolo López
- Emilio Visiers
- José Antonio Quiñones
- Beñardo García
- Luisote Cuñado
- Beñardo García (2)
- Javier Sesma
- José Ángel Sodupe
- Gurutz Aguinagalde (es)

### Entraîneur
Les différents entraîneurs qui ont eu en charge le club sont :
- Juantxo Villarreal (es): de 1975 à 1997
- Ivan Sopalović: de 1997 à  mars 1999
- Mario Hernández: de mars à juin 1999,
- Julián Ruiz: de 1999 à 2002
- Aitor Etxaburu (de): de 2002 à 2003
- Jordi Ribera: de 2003 à 2004
- Julián Ruiz: de 2004 à 2007
- Aitor Etxaburu (de): de 2007 à 2010
- Fernando Herrero: de 2010 à 2012
- Fernando Bolea (de): de 2012 à 2016
- Jacobo Cuétara : de depuis 2016 à 2024
- Alejandro Mozas García (de) : de depuis 2024

### Joueurs
En l'honneur des joueurs qui les portaient, sept numéros de maillot ont été retirés :
- 13  à  Julen Aguinagalde, au club de 1999 à 2003 et de 2020 à 2023.

Parmi les autres joueurs ayant évolué au club, on trouve :
- Gurutz Aguinagalde (es) : de 1995 à 2005
- Jon Azkue : de 2011 à 2023
- Mladen Bojinović : de 2000 à 2001
- Patrick Cazal : de 1999 à 2002
- Olivier Girault : de 1998 à 1999
- Alfreð Gíslason : de 1989 à 1991
- Christophe Kempé : de 1999 à 2001
- Oleg Kisselev : de 1994 à 1996
- Xoan Manuel Ledo (es) : de 2017 à 2022
- Jordi Núñez : de 1995 à 1997
- Kauldi Odriozola : de 2016 à 2022
- Marco Oneto : de 2005 à 2007
- Iñaki Peciña : de 2005 à 2010
- Nenad Peruničić : de 1994 à 1997
- Rodrigo Salinas Muñoz : depuis 2017
- José Manuel Sierra : de 2020 à 2022
- Ivan Stanković : de 2005 à 2007
- Tomas Svensson : de 1992 à 1995
- Bogdan Wenta : de 1989 à 1993
- Miguel Ángel Zuñiga (eu) : de 1978 à 1984 et 1986 à 1991